# Live in Buenos Aires
Albums de Coldplay
A Head Full of Dreams
(2015) Everyday Life
(2019)
Live in Buenos Aires est un album live de Coldplay, sorti en 2018.
Il a été enregistré les 14 et 15 novembre 2017 à La Plata, derniers concerts du A Head Full of Dreams Tour.

## Liste des pistes
| Live in Buenos Aires – CD 1 | Live in Buenos Aires – CD 1                                                         | Live in Buenos Aires – CD 1 | Live in Buenos Aires – CD 1 | Live in Buenos Aires – CD 1 | Live in Buenos Aires – CD 1 | Live in Buenos Aires – CD 1 | Live in Buenos Aires – CD 1 | Live in Buenos Aires – CD 1 | Live in Buenos Aires – CD 1 |
| No                          | Titre                                                                               | Album original              | Durée                       |                             |                             |                             |                             |                             |                             |
| --------------------------- | ----------------------------------------------------------------------------------- | --------------------------- | --------------------------- | --------------------------- | --------------------------- | --------------------------- | --------------------------- | --------------------------- | --------------------------- |
| 1.                          | A Head Full of Dreams                                                               | A Head Full of Dreams       | 4:59                        |                             |                             |                             |                             |                             |                             |
| 2.                          | Yellow                                                                              | Parachutes                  | 5:50                        |                             |                             |                             |                             |                             |                             |
| 3.                          | Every Teardrop Is a Waterfall (Coldplay, Brian Eno, Peter Allen, Adrienne Anderson) | Mylo Xyloto                 | 4:04                        |                             |                             |                             |                             |                             |                             |
| 4.                          | The Scientist                                                                       | A Rush of Blood to the Head | 6:28                        |                             |                             |                             |                             |                             |                             |
| 5.                          | God Put a Smile upon Your Face                                                      | A Rush of Blood to the Head | 4:34                        |                             |                             |                             |                             |                             |                             |
| 6.                          | Paradise                                                                            | Mylo Xyloto                 | 6:59                        |                             |                             |                             |                             |                             |                             |
| 7.                          | Always in My Head                                                                   | Ghost Stories               | 3:41                        |                             |                             |                             |                             |                             |                             |
| 8.                          | Magic                                                                               | Ghost Stories               | 4:45                        |                             |                             |                             |                             |                             |                             |
| 9.                          | Everglow                                                                            | A Head Full of Dreams       | 4:55                        |                             |                             |                             |                             |                             |                             |
| 10.                         | Clocks                                                                              | A Rush of Blood to the Head | 4:20                        |                             |                             |                             |                             |                             |                             |
| 11.                         | Midnight (Coldplay, Jon Hopkins)                                                    | Ghost Stories               | 1:45                        |                             |                             |                             |                             |                             |                             |
| 12.                         | Charlie Brown                                                                       | Mylo Xyloto                 | 5:46                        |                             |                             |                             |                             |                             |                             |
| 57:07                       |                                                                                     |                             |                             |                             |                             |                             |                             |                             |                             |

| Live in Buenos Aires – CD 2 | Live in Buenos Aires – CD 2                                       | Live in Buenos Aires – CD 2               | Live in Buenos Aires – CD 2 | Live in Buenos Aires – CD 2 | Live in Buenos Aires – CD 2 | Live in Buenos Aires – CD 2 | Live in Buenos Aires – CD 2 | Live in Buenos Aires – CD 2 | Live in Buenos Aires – CD 2 |
| No                          | Titre                                                             | Album original                            | Durée                       |                             |                             |                             |                             |                             |                             |
| --------------------------- | ----------------------------------------------------------------- | ----------------------------------------- | --------------------------- | --------------------------- | --------------------------- | --------------------------- | --------------------------- | --------------------------- | --------------------------- |
| 1.                          | Hymn for the Weekend                                              | A Head Full of Dreams                     | 5:03                        |                             |                             |                             |                             |                             |                             |
| 2.                          | Fix You                                                           | X&Y                                       | 5:27                        |                             |                             |                             |                             |                             |                             |
| 3.                          | Viva la Vida                                                      | Viva la Vida or Death and All His Friends | 4:11                        |                             |                             |                             |                             |                             |                             |
| 4.                          | Adventure of a Lifetime (Coldplay, Mikkel Eriksen, Tor Hermansen) | A Head Full of Dreams                     | 5:06                        |                             |                             |                             |                             |                             |                             |
| 5.                          | De Música Ligera (Gustavo Cerati, Zeta Bosio)                     | Canción Animal                            | 6:09                        |                             |                             |                             |                             |                             |                             |
| 6.                          | Colour Spectrum                                                   | A Head Full of Dreams                     | 1:57                        |                             |                             |                             |                             |                             |                             |
| 7.                          | In My Place                                                       | A Rush of Blood to the Head               | 4:37                        |                             |                             |                             |                             |                             |                             |
| 8.                          | Amor Argentina                                                    |                                           | 5:16                        |                             |                             |                             |                             |                             |                             |
| 9.                          | Something Just like This (Coldplay, Andrew Taggart)               | Memories...Do Not Open, Kaleidoscope EP   | 4:04                        |                             |                             |                             |                             |                             |                             |
| 10.                         | A Sky Full of Stars (Coldplay, Tim Bergling)                      | Ghost Stories                             | 4:36                        |                             |                             |                             |                             |                             |                             |
| 11.                         | Up&Up                                                             | A Head Full of Dreams                     | 8:45                        |                             |                             |                             |                             |                             |                             |
| 12.                         | End Credits                                                       |                                           | 2:03                        |                             |                             |                             |                             |                             |                             |
| 57:14                       |                                                                   |                                           |                             |                             |                             |                             |                             |                             |                             |

## Certifications
| Pays          | Certification | Ventes/Équivalence |
| ------------- | ------------- | ------------------ |
| France (SNEP) | Or            | 50 000             |